# Adolf III. von der Mark

Wappen der Grafen von der Mark

Adolf von der Mark (* um 1334; † 7. September 1394 in Kleve) war von 1357 bis 1363 Bischof im Bistum Münster, von 1363 bis 1364 Elekt des Erzstifts Köln, ab 1368 Graf von Kleve und ab 1391 Regent der Grafschaft Mark.
Nach klevischer Zählung ist er als Adolf I. Graf von Kleve, nach kurkölnischer Zählung als Erzbischof Adolf II. von Köln und als Bischof von Münster als Adolf I. von Münster bekannt.

## Leben

### Herkunft
Adolf war der zweite Sohn von Graf Adolf II. von der Mark und dessen Frau Margarethe von Kleve. Sein älterer Bruder war Engelbert III. von der Mark, und er hatte noch vier weitere Geschwister. Er wurde früh für den geistlichen Stand bestimmt und wuchs am Hof seines Onkels Engelbert, des Bischofs von Lüttich, auf.

### Geistliche Karriere
Adolf wurde 1348 Domherr am Kölner Dom und 1351 in Lüttich. Von 1353 bis 1357 studierte er Kanonisches Recht in Montpellier. Nach fast einjähriger Vakanz fiel das Erzstift Köln dem Hause Mark zu. Am 8. März 1353 brachte sein Onkel Engelbert ihn in den Besitz einer münsterschen Dompräbende, die er bis zum Jahre 1364 behielt. Am 16. November 1357 wurde Adolf von der Mark durch Papst Urban V. zum Bischof von Münster ernannt und am 21. Juni 1363 nach Köln transferiert, nachdem dieser am 13. Juni 1363 durch das Domkapitel zum Erzbischof gewählt worden war und sich so gegen den eigentlichen Favoriten des Domkapitels, Johann von Virneburg, behaupten konnte. Schon 1364 übertrug Adolf das Erzbistum Köln seinem Onkel Engelbert, um sich selbst auf die Nachfolge in der Grafschaft Kleve vorzubereiten, die von seinem kinderlosen Großonkel Graf Johann regiert wurde. Dafür ließ er sich von Engelbert unter anderem mit dem an Kleve angrenzenden kurkölnischen Amt Rheinberg entschädigen. Dieses Verhalten wurde selbst an der päpstlichen Kurie in Avignon, von der Adolf bislang stets unterstützt worden war, als skandalös begriffen.

### Graf von Kleve

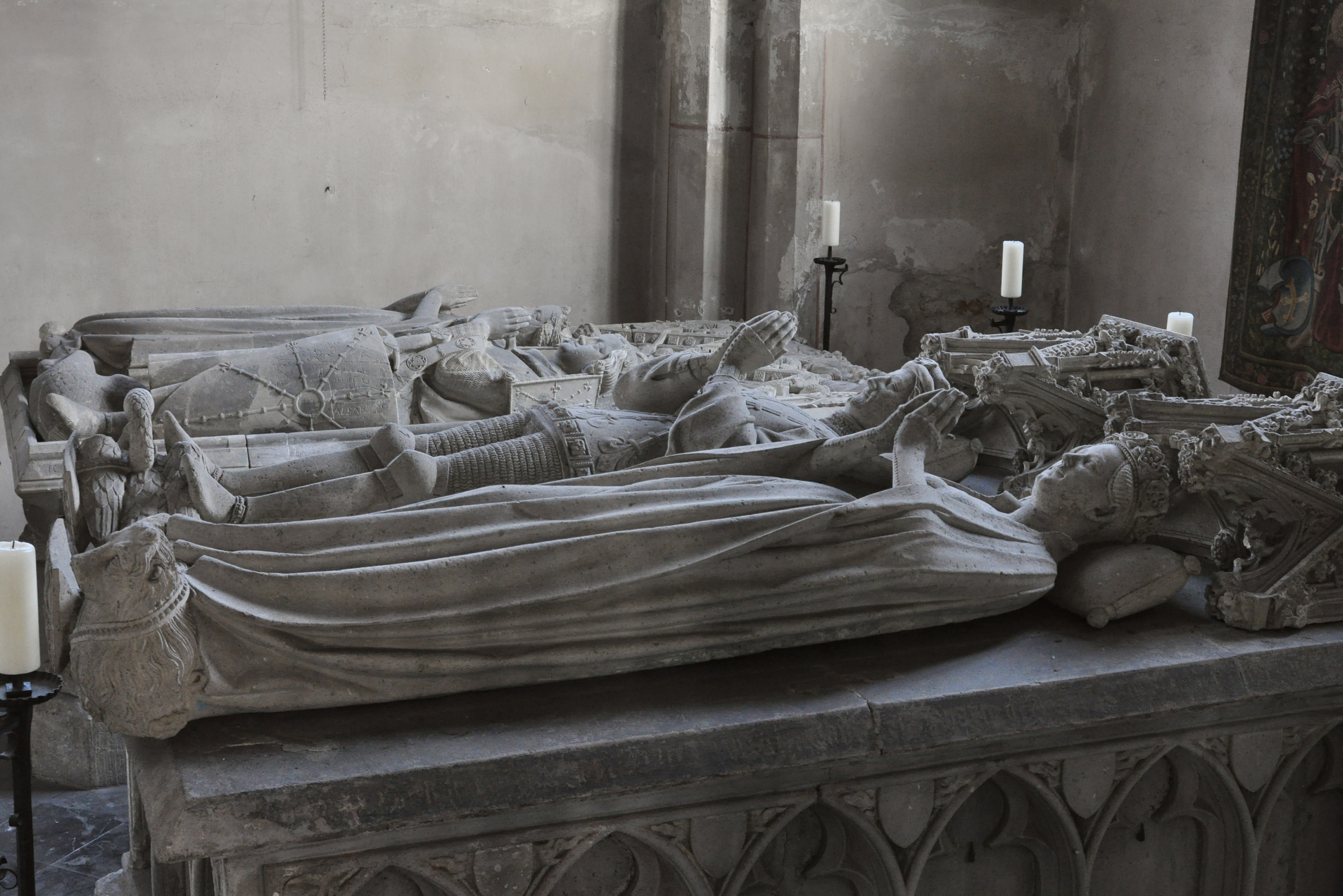
Doppelgrabmal Adolfs I. und seiner Gemahlin Margarethe in der Stiftskirche Kleve

Nach dem Tod Graf Johanns von Kleve 1368 konnte sich Adolf gegen seine Konkurrenten Dietrich von Horn und Otto von Arkel durchsetzen und die Nachfolge in Kleve antreten. Seinen Brüdern Graf Engelbert III. von der Mark und Dietrich von der Mark musste Adolf für deren Unterstützung die rechtsrheinischen Teile der Grafschaft Kleve (außer Emmerich und der Hetter) abtreten. 1369 heiratete er Margarete von Jülich, mit der er sechzehn Kinder zeugte, von denen mindestens fünf das Kindesalter nicht überlebten. Nach dem Tod Herzog Rainalds III. von Geldern 1371 unterstützte Adolf vergeblich die Klever Altgräfin Mechtild von Geldern. Um ihr Wittum Linn brach ab 1378 eine Reihe von Kriegen mit dem Kölner Erzbischof Friedrich III. von Saarwerden aus. Zwar musste Adolf 1392 endgültig auf Linn verzichten, erhielt dafür aber die Stadt Rees; Xanten wurde unter eine kölnisch-klevische Samtherrschaft gestellt.
1381 gründete Graf Adolf gemeinsam mit 35 Rittern und adligen Herren die Geselschap van den Gecken, die als erste Karnevalsgesellschaft betrachtet werden kann. Sie wählte aus ihrer Mitte einen König und sechs Rathsleute, die in der Karnevalszeit das närrische Regiment übernahmen. Bis Rosenmontag wurde sieben Tage lang Hof gehalten und Karnevalsdienstag gemeinsam der Gottesdienst besucht. Die Mitglieder mussten über das ganze Jahr ein Abzeichen tragen, das einen Narr zeigte. Wer dies vergaß, musste eine Geldstrafe zahlen, die Bedürftigen gespendet wurde. Die Karnevalsgesellschaft Kölner Narren-Zunft beruft sich in ihrer Tradition bis heute auf Graf Adolf.

### Graf von der Mark
Nach dem Tod seines Bruders Graf Engelbert III. von der Mark im Jahre 1391, der keine männlichen Nachkommen hatte, fiel Adolf auch die Grafschaft Mark zu. Diese trat er aber schon 1393 an seinen zweiten Sohn Dietrich ab. Adolf starb am 7. September 1394 und wurde in der Klever Stiftskirche begraben. In der Grafschaft Kleve folgte ihm sein ältester Sohn Adolf II.

### Nachkommen
Aus der Ehe Adolfs mit Margarethe von Berg gingen folgende Kinder hervor:
- Adolf II. (* 1373; † 1448), Nachfolger als Graf von Kleve
- Dietrich (* 1374; † 1398), Nachfolger als Graf von der Mark
- Gerhard († 1461), seit 1430 Graf zur Mark
- Heinrich (jung verstorben)
- Walter (jung verstorben)
- Johann (jung verstorben)
- Wilhelm (jung verstorben)
- Margarethe (* um 1375; † 1411), heiratete 1394 Albrecht I. von Bayern-Holland (1336–1404)
- Mynta (?; jung verstorben)
- Elisabeth (* um 1378; † nach 1439), heiratete 1. 1393 Reinold von Valkenburg († 1396), 2. 1401 Stephan III. von Bayern-Ingolstadt († 1413)
- Johanna, Äbtissin zu Hörde († nach 1415)
- Engelberta († 1458), heiratete Friedrich IV. von Moers († 1448)
- Katharina († 1459)
- Irmgard
- zwei weitere jung verstorbene Töchter